# Kostanjevica na Krki
Kostanjevica na Krki (německy Landstraß an der Gurk) je malé město a správní středisko stejnojmenné občiny ve Slovinsku v Posávském regionu. Nachází se u řeky Krky, asi 84 km jihovýchodně od Lublaně. V roce 2019 zde trvale žilo 729 obyvatel, díky čemuž je Kostanjevica na Krki nejmenším oficiálním slovinským městem. Část Kostanjevice se nachází na říčním ostrově.
Městem procházejí silnice 419 a 672. Sousedními městy jsou Brežice, Krško a Novo mesto.